# Drosophila busckii
Drosophila busckii är en tvåvingeart som beskrevs av Daniel William Coquillett 1901. Drosophila busckii ingår i släktet Drosophila och familjen daggflugor. Arten är reproducerande i Sverige.
Arten har en kosmopolitisk utbredning.

## Bilder

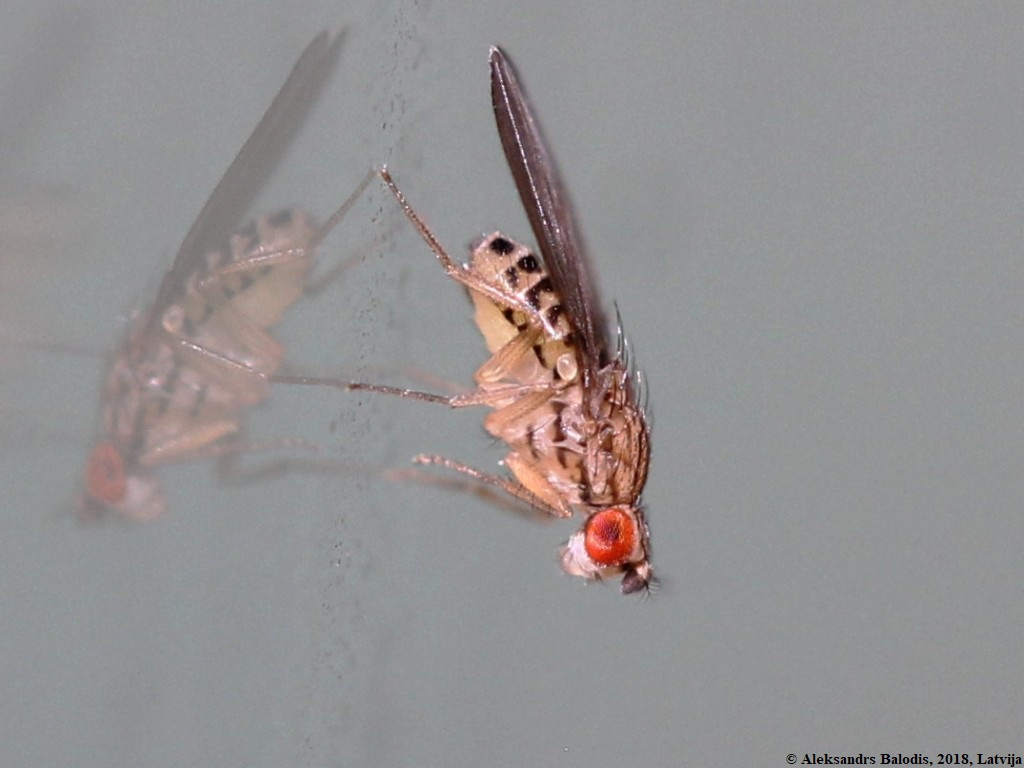
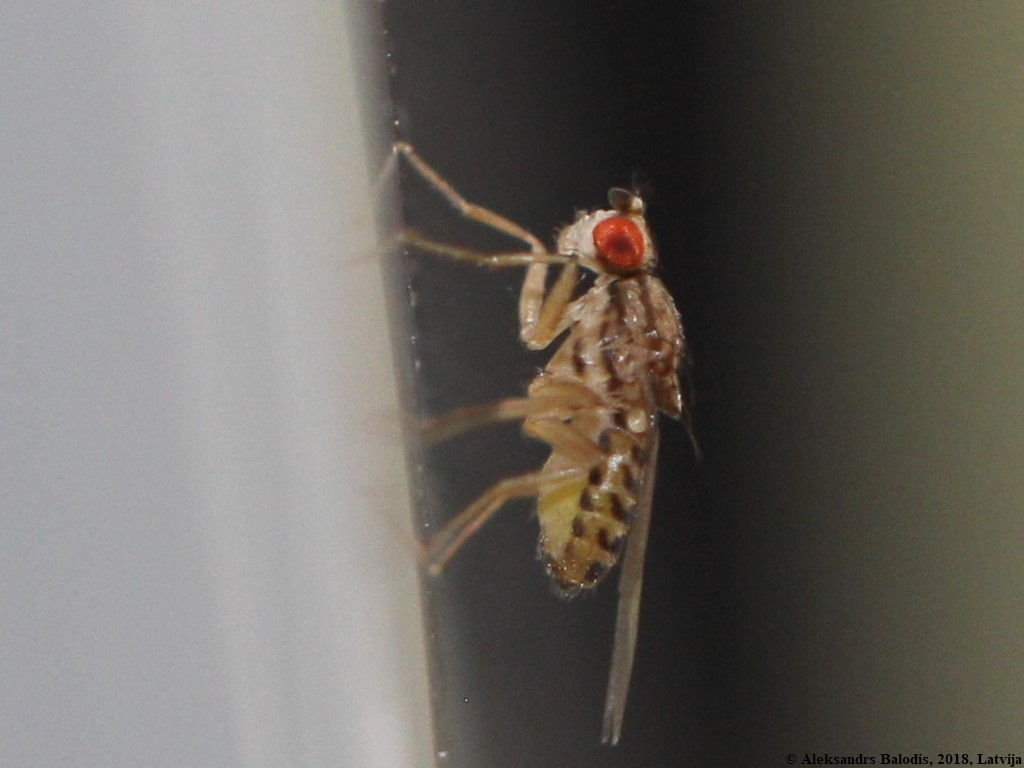
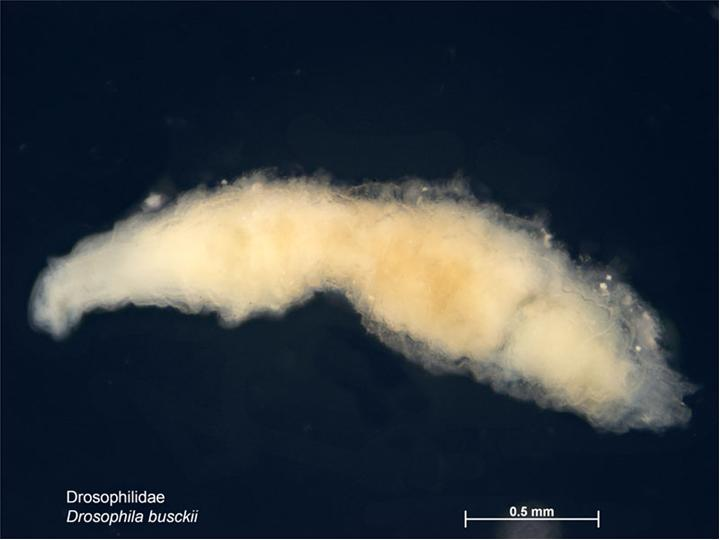
Larv.
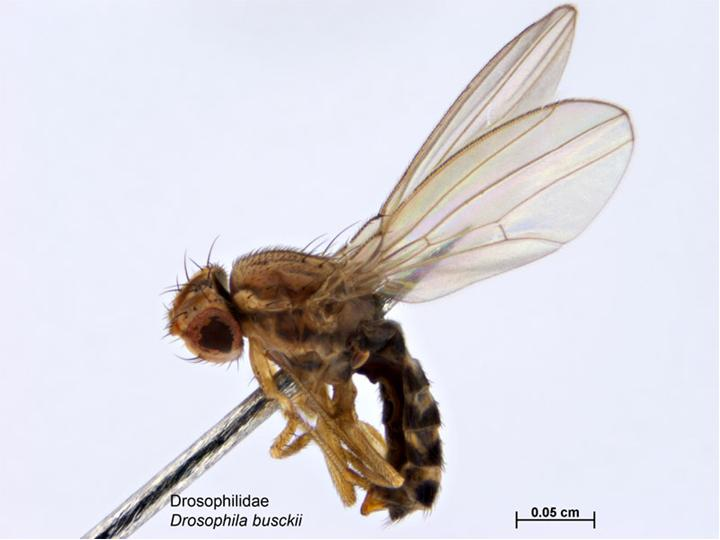